# 흑룡강조선어방송국
흑룡강조선어방송국은 흑룡강인민방송의 조선어방송이다. 1963년 2월 20일 개국하였다. 한국방송공사와 중화인민공화국 내에 있는 조선어/한국어방송들과도 협력관계를 가지고 있다.

## 연혁
- 1956년 흑룡강인민방송, 조선어방송 설립 추진. (실패)
- 1962년 흑룡강인민방송, 조선어방송 설립 다시 추진.
- 1962년 7월 조선어조 설치.
- 1963년 2월 16일 중화인민공화국 흑룡강성 선전부에서 흑룡강인민방송 조선말방송 설립 허가.
- 1963년 2월 20일 흑룡강인민방송 조선어방송 개국. 매일 30분씩 1차례 방송.
- 1966년 1월 1일 50분씩 4차례로 방송시간을 늘림.
- 1971년 5월 1시간씩 3차례로 방송시간 변경.
- 1976년 12월 조선어조가 조선말방송편집부로 승격.
- 1981년 제2라디오(중파 873kHz)신설. *제1라디오 (중파 621kHz)
- 1990년 10월 흑룡강성조선어방송연구회 설립.
- 1992년 4월 12일 대한민국의 한국방송공사와 매주 한 차례씩 전화로 뉴스교환 시작.
- 1993년 2월 20일 조선어방송편집부가 흑룡강조선어방송국으로 승격.
- 1999년 디지털 방송 실시.
- 2001년 12월 인터넷 사이트(www.873k.com) 개설
- 2004년 11월 4일 새 방송청사 입주(할빈시 한수로 333호)

## 흑룡강조선어방송국 주파수
| 중국 표준시 | 한국 표준시 | 중파 주파수 | 단파 주파수 | FM 주파수         | 요일   |
| 05:00~07:00 | 06:00~08:00 | 873kHz      | 5950 kHz    | 96.1 mHz,95.8 mHz | 월~토  |
| 12:00~13:00 | 13:00~14:00 | 873kHz      | 5950 kHz    | 96.1 mHz,95.8 mHz | 월~토  |
| 17:00~19:00 | 18:00~20:00 | 873kHz      | 5950 kHz    | 96.1 mHz,95.8 mHz | 매일   |
| 09:00~12:00 | 10:00~13:00 | 873kHz      | 5950 kHz    | 96.1 mHz,95.8 mHz | 일요일 |

## 같이 보기
- 흑룡강인민방송